# Schoenoplectus heterochaetus
Schoenoplectus heterochaetus là loài thực vật có hoa trong họ Cói. Loài này được (Chase) Soják miêu tả khoa học đầu tiên năm 1927.